# Centruroides
Centruroides es un género de escorpiones de la familia Buthidae descrito por Marx en 1890. Numerosas especies se encuentran extensamente a lo largo del sur de Estados Unidos, México, América Central, las Antillas y norte de América del Sur. El nombre del género Centruroides proviene de las palabras griegas kentron- que significa “espina” y oura que significa “cola”, es decir, Centruroides podría traducirse como cola en forma de espina. El género originalmente se llamaba Centrurus pero tuvo que cambiarse a Centruroides debido a que Centrurus ya había sido usado para otro animal.[cita requerida]

## Toxicidad
Hay por lo menos 289 especies de alacranes mexicanos, de los que solo menos de 20 especies son peligrosas, todas de la familia Buthidae. En el género Centruroidesdestacan: Centruroides noxius (Nayarit; rojo, dl50: 5 mcg), Centruroides suffusus (Durango), Centruroides limpidus (Morelos), Centruroides tecomanus (Colima). Estos dos últimos comparten el 3.er lugar en toxicidad. El 50% de los accidentes en todo México son ocasionados por el C. limpidus. Los estados más afectados son Nayarit, Jalisco, Michoacán y Guerrero.

## Intoxicación por picadura de alacrán
- Cuadro clínico:[cita requerida]

Fase i. leve.	fase ii moderada. fase iii severa
Manifestaciones
- locales

entumecimiento y dolor
eritema raro 	ataque al edo gral
fiebre y desorientación, pérdida de relación con el ambiente
- respiratorio	prurito nasal y coriza	hiperventilación estertores transmit. sdr “alto”, no hay cianosis

sdr. acidosis metabólica. cianosis
- neurológico	cefalea, nistagmo, dolor
- muscular, inquietud extrema, puede haber c.c. aisladas, al mejorar: sueño intenso (somnolencia)	depresión paulatina del edo de vigilia, sopor, estupor, puede llegar al coma. cc o edo. convulsivo
- digestivo

sensación de saliva espesa, náuseas, puede haber vómitos aislados.	sialorrea, sensación de madeja de cabellos o mascada en faringe, distensión y dolor abdominal, vómitos, íleo franco, secuestro de líq. abdomen agudo.
- hematológico

no puede haber algunas petequias en cara o cuello. si hay stda es por la sonda ng.	hematemesis, melena, petequias generalizadas. c.i.v.d.
- circulatorio

no h/t arterial, puede haber diaforesis; hipotensión, piel marmórea, cianosis, choque.

## Especies
El número de especies aceptadas varía según cada autor. El género es muy diverso y contiene al menos 70 especies:
- Centruroides alayoni Armas, 1999
- Centruroides anchorellus Armas, 1976
- Centruroides arctimanus (Armas, 1976)
- Centruroides baergi Hoffmann, 1932
- Centruroides balsasensis Ponce & Francke, 2004
- Centruroides bani Armas & Marcano Fondeur, 1987
- Centruroides baracoae Armas, 1976
- Centruroides barbudensis (Pockock, 1898)
- Centruroides bertholdii (Thorell, 1876)
- Centruroides bicolor (Pocock, 1898)
- Centruroides chamulaensis Hoffmann, 1932
- Centruroides chiapanensis Hoffmann, 1932
- Centruroides edwardsii (Gervais, 1843)
- Centruroides elegans (Thorell, 1876)
- Centruroides exilicauda (Wood, 1863)
- Centruroides exilimanus Teruel & Stockwell, 2002
- Centruroides exsul (Meise, 1934)
- Centruroides fallassisimus Armas & Trujillo, 2010
- Centruroides farri Armas, 1976
- Centruroides flavopictus (Pocock, 1898)
- Centruroides fulvipes (Pocock, 1898)
- Centruroides galano Teruel, 2001
- Centruroides gracilis (Latreille, 1804)
- Centruroides granosus (Thorell, 1876)
- Centruroides guanensis Franganillo, 1930
- Centruroides hentzi (Banks, 1900)
- Centruroides hirsuticauda Teurel, 2011
- Centruroides hirsutipalpus Ponce-Saavedra & Francke, 2009
- Centruroides hoffmanni Armas, 1996
- Centruroides infamatus (C. L. Koch, 1844)
- Centruroides insulanus (Thorell, 1876)
- Centruroides ixil  Trujillo & Armas, 2016
- Centruroides jaragua Armas, 1999
- Centruroides jorgeorum Santiago-Blay, 2009
- Centruroides koesteri Kraepelin, 1911
- Centruroides limbatus (Pocock, 1898)
- Centruroides limpidus (Karsch, 1879)
- Centruroides luceorum Armas, 1999
- Centruroides mahnerti Lourenço, 1983
- Centruroides marcanoi Armas, 1981
- Centruroides margaritatus (Gervais, 1841)
- Centruroides mariaorum Santiago-Blay, 2009
- Centruroides meisei Hoffmann, 1939
- Centruroides melanodactylus Teruel, 2001
- Centruroides morenoi Mello-Leitao, 1945
- Centruroides navarroi Teruel, 2001
- Centruroides nigrescens (Pocock, 1898)
- Centruroides nigrimanus (Pocock, 1898)
- Centruroides nigropunctatus Teruel, 2006
- Centruroides nigrovariatus (Pocock, 1898)
- Centruroides nitidus (Thorell, 1876)
- Centruroides noxius Hoffmann, 1932
- Centruroides ochraceus (Pocock, 1898)
- Centruroides orizaba Armas & Martin-Frias, 2003
- Centruroides ornatus Pocock, 1902
- Centruroides pallidiceps Pocock, 1902
- Centruroides platnicki Armas, 1981
- Centruroides pococki Sissom & Francke, 1983
- Centruroides polito Teruel, 2007
- Centruroides rileyi Sissom, 1995
- Centruroides robertoi Armas, 1976
- Centruroides romeroi Quijano-Ravell, Armas, Francke & Ponce-Saavedra, 2019
- Centruroides sasae Santiago-Blay, 2009
- Centruroides schmidti Sissom, 1995
- Centruroides sculpturatus Ewing, 1928
- Centruroides serrano Santibanez-Lopez & Ponce-Saavedra, 2009
- Centruroides sissomi Armas, 1996
- Centruroides spectatus Teruel, 2006
- Centruroides stockwelli Teruel, 2001
- Centruroides suffusus Pocock, 1902
- Centruroides tecomanus Hoffmann, 1932
- Centruroides testaceus (De Geer, 1778)
- Centruroides thorellii (Kraepelin, 1891)
- Centruroides tuxtla Armas, 1999
- Centruroides underwoodi Armas, 1976
- Centruroides vittatus (Say, 1821)